# Hans Hedtoft

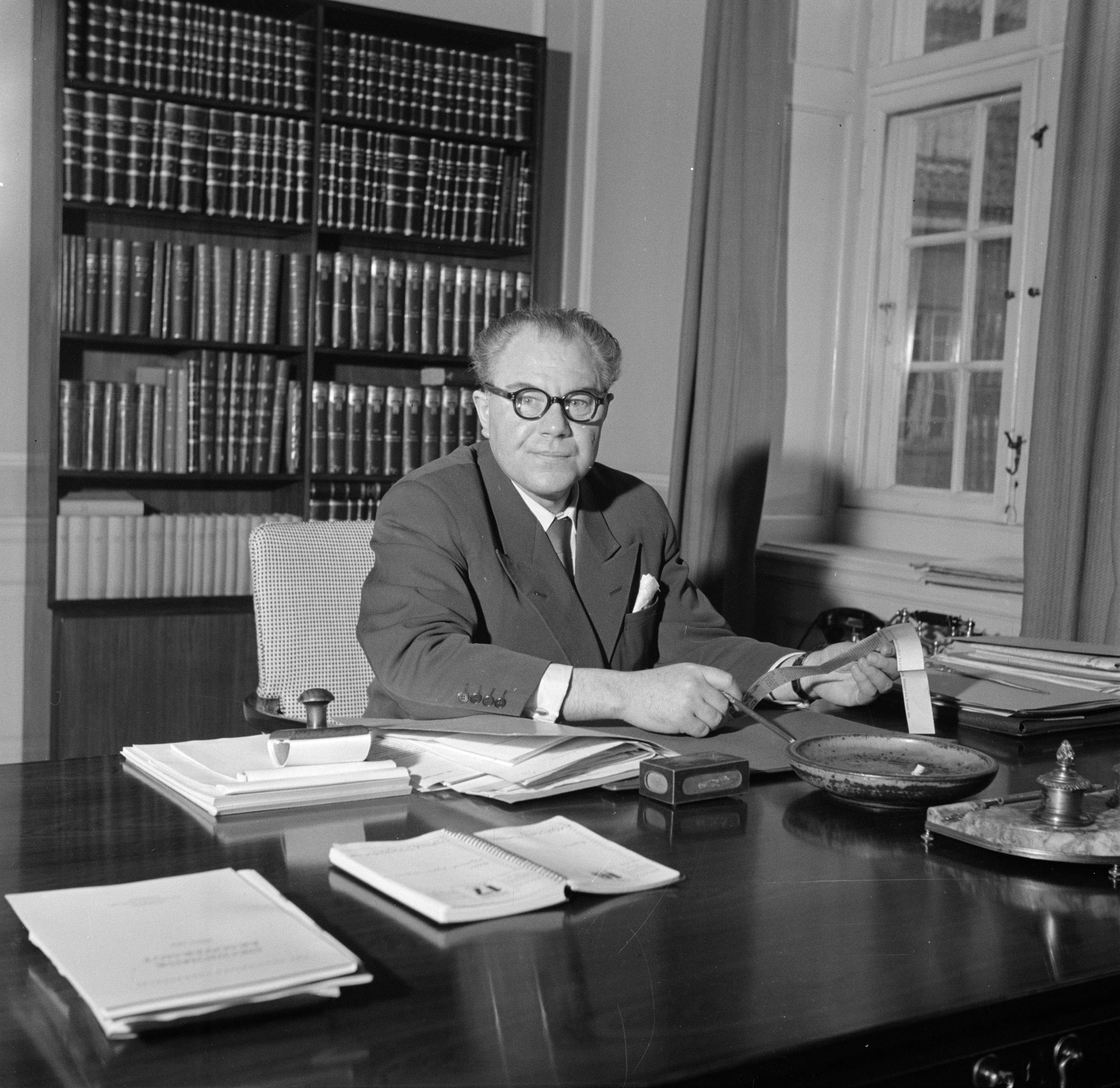
Hans Hedtoft 1954

Hans Hedtoft Hansen (* 21. April 1903 in Aarhus; † 29. Januar 1955 in Stockholm) war ein dänischer Politiker und von 1947 bis 1950 sowie von 1953 bis 1955 dänischer Ministerpräsident.

## Leben
Hans Hedtoft wurde als das jüngste von zehn Geschwistern geboren. Sein Vater hatte als Schneider seine Werkstatt im Keller und verdiente einen bescheidenen Lebensunterhalt. Den frühen Tod des Vaters konnte Hans Hedtoft nie verwinden.
Hedtoft war ein guter Schüler und begann in seiner Vaterstadt eine Lehre als Lithograf. Schon frühzeitig wurde sein politisches Interesse geweckt, und er wurde Mitglied der neu entstandenen Dänischen Sozialdemokratischen Jugend (DSU). Dort lernte er auch seine spätere Frau Ella kennen. 1920 wurde er der erste Sekretär der Jugendorganisation und 1929 Assistent der Sozialdemokratischen Partei in Kopenhagen. Bereits 1935 wurde Hans Hedtoft Mitglied des Folketings und in der Nachfolge Thorvald Staunings 1939 Parteivorsitzender.
Als die deutsche Wehrmacht Dänemark überfiel, musste Hans Hedtoft sein Amt 1941 aufgeben. Mit dem Ende des Zweiten Weltkrieges kehrte Hedtoft 1945 auf diese Position zurück und blieb Vorsitzender seiner Partei bis zu seinem Tod.
Im Anschluss an Knud Kristensens Venstre-Regierung wurde Hans Hedtoft am 13. November 1947 Staatsminister der Sozialdemokratischen Minderheitsregierung. Er arbeitete eng mit Hans Christian Hansen zusammen und trat für eine enge Zusammenarbeit der nordischen Länder ein, doch ein nordisches Verteidigungsbündnis konnte er nicht erreichen. Stattdessen orientierte sich Dänemark nach Westen und schloss sich 1949 dem Atlantikpakt NATO an. Am 30. Oktober 1950 endete seine erste Amtszeit als Regierungschef, 1953 wurde er der erste Präsident des Nordischen Rats.
Vom 30. September 1953 bis zum 29. Januar 1955 war Hedtoft erneut dänischer Regierungschef. Er starb 1955 unerwartet an einem Herzinfarkt, als er in Stockholm an einer Sitzung des Nordischen Rats teilnahm.